# Aeroporto di Berezniki
L'aeroporto di Berezniki è un aeroporto situato a nord di Berezniki e sud-est di Solikamsk a circa 200 km a nord del capoluogo regionale Perm', nel Territorio di Perm', in Russia europea.

## Storia
- 1983 - apertura dell'aeroporto di Berezniki con l'inizio dei voli di linea con gli aerei Yakovlev Yak-40, Antonov An-24, Antonov An-2 negli Urali.
- 1993 - 2001 -  voli di linea Berezniki - Mosca e voli di linea stagionali Berezniki - Anapa, Berezniki - San Pietroburgo, Berezniki - Samara con gli aerei Antonov An-24.
- 2003 - i voli di linea dall'aeroporto di Berezniki sono soppressi per la bancarotta del Berezniki Air Enterprise (in russo: Берзниковское авиапредприятие).[1]
- 2010 - all'aeroporto di Berezniki si è svolta la finale del Campionato russo di Drag Racing.[2]

L'aeroporto di Berezniki opera prevalentemente voli con elicotteri. Funge da hub ed è gestito dal 2008 dalla compagnia aerea russa Helix Aircompany.

## Dati tecnici
L'aeroporto di Berezniki dispone di una pista attiva di classe D in calcestruzzo asfaltato.
La lunghezza della pista è di 1.500 m x 42 m e consente un peso massimo al decollo di 30 t.
L'aeroporto è equipaggiato per la manutenzione, l'atterraggio/decollo degli aerei: Antonov An-2, Antonov An-24, British Aerospace BAe 125-700/-800, Ilyushin Il-114, Let L-410, Pilatus PC-12, Yakovlev Yak-40 e degli elicotteri: Bell 206, Mil Mi-2, Mil Mi-8, Robinson R44.
Il Terminal aeroportuale dell'aeroporto di Berezniki ha la capacità di 50 passeggeri/ora.

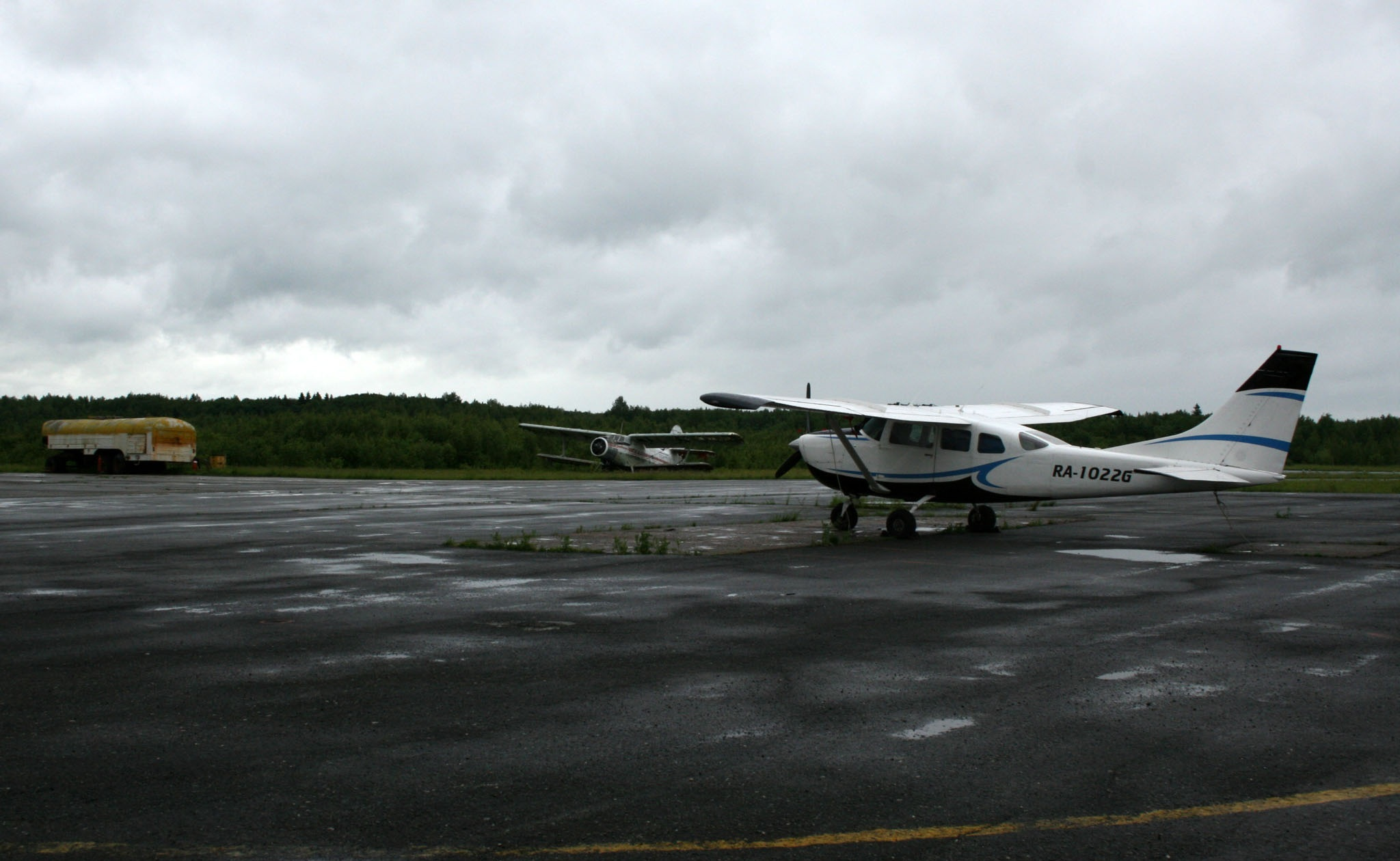
Gli aerei parcheggiati all'aeroporto di Berezniki.

L'aeroporto è aperto di giorno.